# 海剛峰先生居官公案傳
《海剛峰先生居官公案傳》， 是中國明代的公案小說（推理小說）。全書共四卷七十一回，由明朝李春芳編纂。以明朝清官海剛峰（海瑞）為主角，講述海剛峰為官清廉、公正、為民清命的七十一則斷案推理小說，為人處世「以剛為主，因自號剛峰」。

## 編者生平
李春芳，字子實，號石麓，揚州府興化縣（今江蘇興化市）人。為官清明廉潔，善於青詞，頗得嘉靖帝歡心。隆慶間因上疏勸阻明穆宗勿修翔鳳樓，後為高拱、張居正所不容，三次請求卸職，都未得到允許。又以父母年邁為由連續上疏請求歸鄉事親，終於如願，歸里後數年而卒。

## 人物生平
海剛峰（1515年 - 1587年），名海瑞，字汝賢、國開，廣東瓊山（今海南海口）人。明代著名清官，與宋代包拯齊名。從小攻讀四書五經，博學多才，明嘉靖二十八年（1550年）中舉。歷任南平縣教諭，淳安縣知縣，興國縣知縣，後又為戶部尚書。為政清廉、潔身自愛，打擊貪官污吏、屢平冤假錯案；為人耿直剛毅、忠心耿耿、直言敢諫，從不屈服。嘉靖四十五年（1566年），海瑞備棺材，告別妻子散童僕，冒死諫帝，指出皇帝一味修道給社會帶來的弊端，因而激怒明世宗，詔命下獄論死。明穆宗即位後海瑞被釋放、復官，後任應天巡撫、右僉都御史，做了許多對民有利的事情，年到七旬，仍不忘諫帝，嚴懲貪官。

## 內容概述
本書的結構形式和《包公案》相似，開篇為海剛峰小傳，後敘述清官察案、斷案的片斷匯輯成集，每樁公案都獨立成篇。
海剛峰在分析案情時，不免運用推理和假設，但最後總是找到充足的證據才下結論。如第十回「勘饒通夏浴」，饒于財夏天在空室沐浴，口渴，婢女送來一壺茶，飲後中毒而死。前妻之子狀告繼母殺夫。海公為斷此案，親臨饒家，夜浴空室，也置茶於原處，發現茶碗附近牆孔處有一大蜈蚣。海公馬上下令鑿壁拆牆，發現一蜈蚣穴，燒了兩個多小時，才全部消滅，饒于財被毒死的真相大白，洗清了饒于財的繼室。這說明海公追求真理、對民負責的精神。遇到任何問題都要查出證據，弄清案件的原委。

## 後續影響
清代無名氏偽托本書書名及編者著作《海公案》一書。